# یواس‌اس رادیانت (آی‌دی-۱۳۲۴)
یواس‌اس رادیانت (آی‌دی-۱۳۲۴) (به انگلیسی: USS Radiant (ID-1324)) یک کشتی است. این کشتی در سال ۱۹۰۳ ساخته شد.